# Кондулуков, Алексей Сергеевич
Алексе́й Серге́евич Кондулу́ков (род. 12 сентября 1972, Чапаевск, Куйбышевская область) — российский журналист, документалист.

## Биография
Алексей Кондулуков родился 12 сентября 1972 года в городе Чапаевск Самарской области. Отец — Сергей Никитович Кондулуков, заслуженный художник Российской Федерации, почётный член Российской академии художеств. Мать — Вера Ивановна Кондулукова (Юрко), заслуженный художник Российской Федерации, профессор кафедры изобразительно-декоративного искусства Тольяттинского государственного университета.
В детстве Алексей проявлял отличные способности к рисованию, но в итоге решил стать журналистом.
В 1994 году окончил факультет международной журналистики Московского государственного института международных отношений (МГИМО) МИД РФ. Учился на одном курсе со Станиславом Кучером и Сергеем Брилёвым.

## Карьера
В 1991 году пришёл на телевидение: работал в должности корреспондента в программе «Вести» на только что образованном канале «РТР» (ВГТРК).
В 1995 году перешёл на телеканал «НТВ», где снимал репортажи для телепрограмм «Сегодня» и «Итоги». Работал на канале до событий 2001 года: 14 апреля покинул телекомпанию НТВ вместе с большей частью известных сотрудников после смены руководства канала.
С мая 2001 по январь 2002 года работал корреспондентом Службы информации ЗАО «Московская независимая вещательная корпорация» (ТВ-6), освещал деятельность Государственной думы и Президента РФ. С июня 2002 по июнь 2003 года работал в аналогичной должности на «ТВС». Готовил репортажи для программ «Сегодня на ТВ-6», «Сейчас», «Новости» и «Итоги».
В июне 2003 года, после закрытия ТВС, вернулся обратно на телеканал «Россия», где работал в качестве корреспондента и политического обозревателя в программах «Вести» и «Вести недели». Автор и ведущий нескольких фильмов из цикла «Советская империя»: «Ледокол „Ленин“» об истории советского освоения Арктики, а также «Народный автомобиль» об истории создания Волжского автомобильного завода. Работал на ВГТРК до начала июня 2006 года.
В конце 2006 года недолго работал на «Первом канале» корреспондентом еженедельной программы «Воскресное время».
В феврале 2007 года Кондулуков вернулся на НТВ. С февраля 2007 по апрель 2018 года работал корреспондентом Дирекции информационных программ телеканала (программы «Сегодня», «Сегодня: итоговая программа» с Кириллом Поздняковым и «Сегодня. Итоги»). Работал в «кремлёвском пуле», а также освещал крупнейшие события в России и за рубежом, такие как выборы в странах СНГ, на Украине, в США, аннексия Крыма Россией 2014 года и другие. В январе 2011 года освещал взрыв в аэропорту «Домодедово», в феврале 2012 года — митинги на Поклонной горе в Москве в поддержку Путина. Последний его репортаж на телеканале вышел 17 апреля 2018 года.
За годы работы на телевидении побывал во многих горячих точках: Приднестровье, Чечне, Ираке, Ливии.
С 2018 года работает заместителем директора Дирекции информационных программ — начальником Службы московской информации АО «ТВ Центр». С 2021 года является главным продюсером этого же телеканала.

## Награды
- Премия Союза журналистов Москвы (2002) — «За лучшую аналитическую программу» («Итоги», ТВ-6)[28].
- Медаль ордена «За заслуги перед Отечеством» I степени (22 апреля 2014 года) — «за высокий профессионализм и объективность в освещении событий в Крыму»[29]; указ от 22 апреля 2014 г. № 269 «О награждении государственными наградами Российской Федерации» официально не опубликован).